# Roadsworth

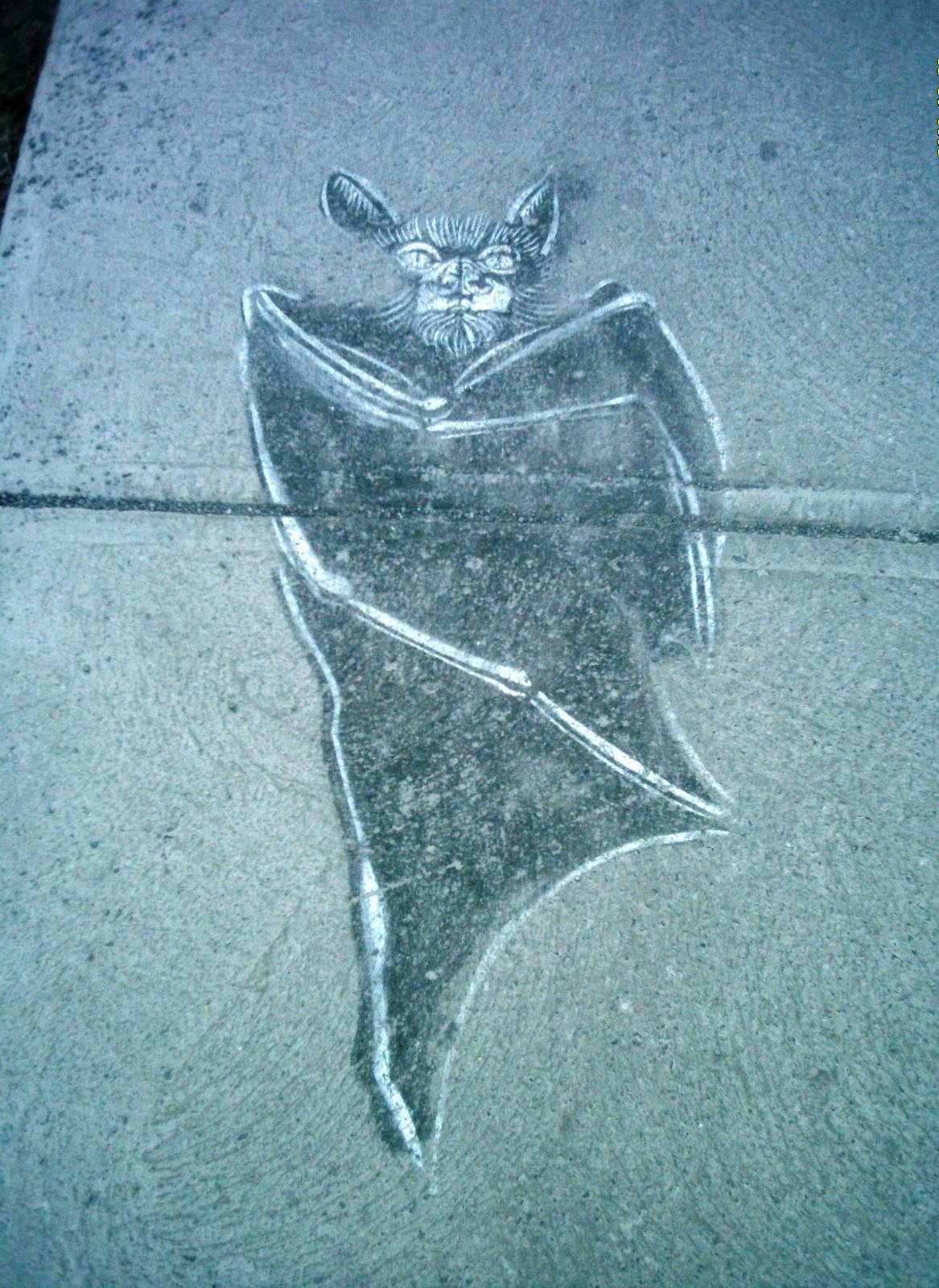
Målning på trottoar på rue Jeanne-Mance i Montréal.

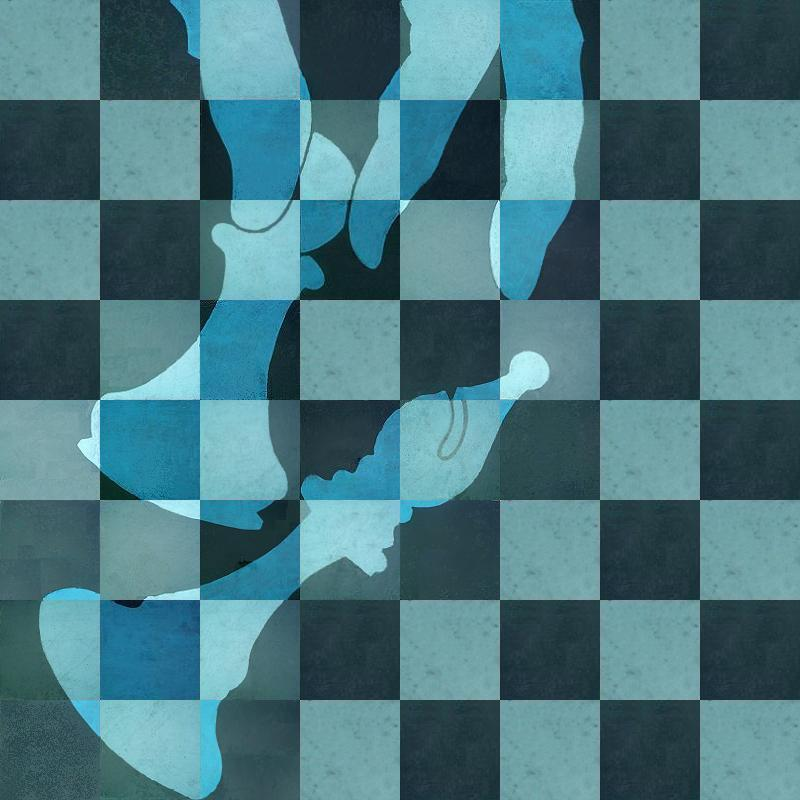
Schackspel på Place Émilie-Gamelin i Montreal, 2008.

Roadsworth, artistnamn för Peter Gibson, är en kanadensisk konstnär.
Peter Gibson växte upp i Toronto, men bor och verkar i Montréal. Han har arbetat under sitt alias Roadsworth sedan 2001 som graffitiartist med gatumålningar, inte minst på cykelbanor.
| ”                 | Med hjälp av stora stenciler arbetar han på marken, gärna på cykel- eller bilvägar. Gibson vill genom sin konst väcka vår uppmärksamhet och skapa ett överraskningsmoment i det offentliga rummet. Inspiration hämtar han från människor som ifrågasätter makt, orättvisor och bakåtsträvande. | „ |
| – Halmstad kommun | |   |

## Offentliga verk i urval
- Fragile installation, Eaton Mall i Montréal, 2012, tillsammans med Brian Armstrong
- Cyclist Move, målning med vägmarkeringsfärg, cykelväg under Växjövägen fram till  Halmstad Arenas entré i Halmstad, 2015

## Media
- Roadsworth: Crossing the line, film av Alan Kohl 2008